# Åbyen
Åbyen is een plaats in de Deense regio Noord-Jutland, gemeente Hjørring. De plaats telt 539 inwoners (2019). Åbyen valt onder de parochie Asdal.
Åbyen is gelegen op de noordflank van de morenen die zich uitstrekken tot aan Hirtshals. Het dorp ligt langs het riviertje Kjul Å.
In het voormalige schoolgebouw is een buurthuis gevestigd.
Tussen Åbyen en het zuidelijker gelegen dorp Asdal ligt de Asdal Hovedgård (vroeger Asdalgaard genoemd), een landgoed waarvan de historie teruggaat tot een 14e-eeuwse burcht. Van de oude burcht resteren grachten en aarden wallen; het huidige hoofdgebouw staat buiten de omwalling en is gebouwd eind 19e eeuw.